# Metric
Metric 是一支加拿大新浪潮乐队，组建于1998年。初期只有艾蜜莉·海尼斯（主唱、吉他、键盘）和傑姆斯·蕭（吉他）这对双人组合，那时他们的組合名字叫「主流」（Mainstream）。在发行了《主流迷你專輯》（Mainstream EP）后，他们把乐队名字改成现在的Metric。
2001年約書亞·溫史泰德（Joshua Winstead，贝司）和朱利斯·史考特-吉（Joules Scott-Key，鼓手）也加入了乐队。到现在，他们共有五张专辑。他们的音乐风格被描述为独立摇滚、另类摇滚，配上新浪潮、后朋克的元素。

## 音樂專輯
- 《Old World Underground, Where Are You Now?》（2003年）
- 《Live It Out》（2005年）
- 《Grow Up and Blow Away》（2007年）
- 《Fantasies》（2009年）
- 《Synthetica》（2012年）

## 外部連結
- Metric 官網 （页面存档备份，存于）